# Cronotoxicidad
La cronotoxicidad es la sensibilidad o resistencia que presenta un organismo vivo a una agresión por una sustancia química, de forma periódica y previsible en función del tiempo, también puede describirse como las variaciones en la toxicidad de un medicamento en función de la hora del día a la que se administra. La ciencia que se encarga del estudio de la cronotoxicidad es la cronotoxicología, estrechamente ligada a la cronobiología, ya que ambas se han desarrollado a la vez gracias a los trabajos de Franz Halberg (1919-2013).
La cronotoxicidad es importante porque muchos de los factores que modifican la toxicidad guardan relación con el tiempo, ya que experimentan oscilaciones periódicas que se reflejan en la toxicidad. Los sistemas fisiológicos presentan variaciones temporales en su estructura y función, es decir, presentan ritmos biológicos o ritmos fisiológicos. Estas variaciones hacen que los efectos de xenobióticos varíen según el tiempo (hora del día, época del año, etc.), dando lugar a cambios tiempo-dependientes. Los ritmos fisiológicos normalmente están sincronizados a los ciclos día-noche, existiendo una capacidad de adaptarse si esos ritmos se modifican.
Existe un ritmo circadiano de toxicidad o de resistencia de cada órgano a los efectos adversos de los fármacos. Este concepto es importante, cuando se utilizan fármacos muy tóxicos, para optimizar la efectividad del fármaco minimizando su toxicidad. Se han estudiado perfiles de cronotoxicidad de muchos xenobióticos, como los antibióticos, los analgésicos opioides y no opioides, los depresores del SNC, diuréticos, inhibidores de la ECA, insecticidas, antineoplásicos, inmunosupresores, etc. La aplicación de los principios de la cronotoxicidad y de las variaciones de los efectos de los fármacos según los ritmos biológicos ha dado lugar a la cronoterapia, técnica destinada a disminuir los efectos adversos de los fármacos y a aumentar su eficacia teniendo en cuenta su variabilidad según el tiempo.  

## Factores que influyen en la cronotoxicidad
La cronotoxicidad va a depender de los procesos farmacocinéticos o toxicocinéticos que sufren los fármacos y xenobióticos en el organismo, ya que dichos procesos también van a estar influenciados por ritmos circadianos.
La secreción gástrica, la motilidad intestinal, la permeabilidad de las membranas, el nivel de proteínas plasmáticas, el flujo sanguíneo, la actividad de los enzimas hepáticos, el pH urinario y la actividad renal tienen actividad distinta en función de la hora del día. Así, por ejemplo, las proteínas plasmáticas el presentan niveles máximos a las 16 horas y mínimos de madrugada, y estas variaciones circadianas afectarán a fármacos como el ácido valproico, carbamazepina, fenitoina, diazepam, lidocaína, prednisona o cisplatino, que se unen a proteínas plasmáticas de forma significativa, de forma que en los momentos en los que hay menores niveles de proteínas plasmáticas, habrá mayor cantidad de fármaco libre y mayor probabilidad de que se produzcan efectos tóxicos.
La existencia de ritmos metabólicos que varían de forma circadiana es uno de los mecanismos fundamentales de cronotoxicidad. Muchos sistemas enzimáticos presentan ritmos circadianos de actividad, como la oxidación o las reacciones de la Fase II del metabolismo; por ejemplo, la glucuronoconjugación es más intensa durante el día mientras que la sulfoconjugación se desarrolla, sobre todo, en el periodo de reposo. Relacionado con la actividad circadiana del metabolismo hepático, se sabe que la duración del sueño inducido por el hexobarbital es inversamente proporcional a la biotransformación de esta sustancia a nivel hepático.
La eliminación de los medicamentos dependerá, además de sus características físicoquímicas, de las funciones renales (flujo renal, filtración, reabsorción, etc.), que están más elevadas en fase de actividad. El pH urinario es máximo a mediodía y mínimo por la noche con lo que se afectará la eliminación de los fármacos ionizables, como es el caso de los alcaloides o los antidepresivos tricíclicos, que son bases débiles, o de los ácidos tipo sulfamidas o salicilatos. De esta forma los salicilatos, que siguen un ritmo de eliminación circadiano, se excretan más rápidamente cuando se toma a las 19 horas, ya que la orina es más básica, presentando mejor tolerancia digestiva por la noche que por la mañana. Lo mismo ocurre con la excreción de anfetaminas, sustancias de naturaleza básicas, que será mayor por la mañana, cuando el pH urinario es más ácido. En cuanto al flujo renal, va a ser importante en la eliminación de fármacos como el propranolol, antagonista β-adrenérgico cuya depuración depende en gran medida del grado de circulación.
Además, es necesario interpretar las variaciones temporales de la respuesta a un fármaco o xenobiótico en términos farmacodinámicos y toxicodinámicos debidas a las variaciones temporales en la susceptibilidad un organismo, pues los tejidos y órganos diana presentan distinta susceptibilidad a lo largo del día. Estas variaciones van a estar ligadas al número o afinidad de receptores, de canales, transportadores o enzimas o a variaciones temporales rítmicas en las concentraciones de las sustancias o ligandos endógenos con las que un fármaco interactúa, como las hormonas, los neurotransmisores, los mediadores, los moduladores o los segundos mensajeros, etc. Así, se ha determinado que existen ritmos circadianos en la reactividad del músculo liso bronquial en respuesta a la acetilcolina, a los agonistas beta-adrenérgicos y a otros agentes aplicados en forma de aerosol, en la reacción eritematosa de la piel a la inyección intradérmica de histamina o en la sensibilidad a las lesiones de la mucosa gástrica inducida por la ingestión de dosis moderadas de ácido acetilsalicílico (existe mayor sensibilidad a la aspirina por la mañana que cuando se administra por la noche).

## Cronotoxicidad aplicada en oncología
Los antineoplásicos son fármacos muy tóxicos, por lo que aplicando los principios de la cronotoxicidad se puede reducir su toxicidad y aumentar su eficacia. Por ello, en el campo de la oncología es donde más se ha ensayado la cronotoxicidad debido a la elevada toxicidad y la especificidad de ciclo de muchas de los tratamientos quimioterápicos y radioterápicos empleados.

### Cronotoxicidad en quimioterapia

#### Cisplatino
El cisplatino se une irreversiblemente a proteínas plasmáticas, que están a su vez afectadas por variaciones circadianas a lo largo del día; esto va a afectar a la concentración plasmática de fármaco libre y, por lo tanto, a su toxicidad. La toxicidad que presenta cisplatino es menor al final de la mañana y comienzo de la tarde. Además, la incidencia de efectos adversos (parestesia, neutropenia y vómitos) es menor en los pacientes que habían recibido perfusión circadiana. La toxicidad tubular es mayor cuando el fármaco se administra durante la fase del ciclo circadiano asociado a concentraciones más elevadas de cisplatino.
Estudios realizados en el tratamiento de cáncer de ovario con cisplatino han demostrado que la toxicidad era mayor en los pacientes que habían recibido a dosis a las 18 horas, requiriendo una disminución de la dosis. Por el contrario, hubo menos toxicidad cuando se administró por la mañana.

#### 5-Fluorouracilo
Diversos estudios han comparado resultados entre la administración continua tradicional (sin variación del ritmo de perfusión) de fluorodeoxiuridina frente a la administración de la misma en función de los ritmos circadianos. Los resultados mostraron una menor incidencia de toxicidad con la administración fraccionada, siendo esta menos intensa y de aparición más tardía.
Del mismo modo, se ha observado que la utilización de infusiones circadianas de 5-fluorouracilo (5-FU) permitía la administración de dosis más elevadas de fármaco que con la perfusión continua. Además, el 5-FU presenta mínima toxicidad digestiva en la segunda mitad de la fase de actividad. Por otra parte, el 5-FU se metaboliza tanto a nivel hepático como extrahepático, lo que va a determinar su actividad. Este proceso está regulado, por una parte, por la actividad enzimática de la dihidropirimidina-dehidrogenasa y, por otra, por la actividad de otras tres enzimas la timidina-kinasa, la orato-fosforibosiltransferasa y la uridina-fosforilasa, influenciadas todas ellas por ritmos circadianos. Se ha comprobado la existencia de una relación inversa en la actividad de estas 3 enzimas con la actividad de dihidropirimidina deshidrogenasa. Estas variaciones tiempo-dependientes en el metabolismo de 5-FU podrían explicar su toxicidad.
Diversos estudios han demostrado que el uso racional de la administración cronomodulada de 5-FU en el tratamiento del cáncer de páncreas ha logrado disminuir los efectos adversos y aumentar la tolerancia, manteniendo la eficacia del tratamiento.

#### Antraciclinas
En cuanto a la utilización de antraciclinas, también presentan variaciones circadianas. La administración de doxorrubicina por la mañana da lugar a un descenso moderado en el recuento sanguíneo; sin embargo, si se administra por la tarde, el recuento sanguíneo es mucho menor, tardando más tiempo en recuperar los niveles iniciales. Del mismo modo, la administración matinal de doxorrubicina evita la aparición de neurotoxicidad, que es patente cuando se administra por la tarde. En cuanto a la toxicidad medular, la incidencia es mayor al administrar doxorrubicina por la tarde, lo que requiere disminuir la dosis. Además, la doxorrubicina presenta mayor tolerancia renal si se administra por la mañana.
Las antraciclinas, como adriamicina, presentan mínima toxicidad cardíaca en el comienzo de la fase de actividad, es decir, por la mañana. Estudios con pirarrubicina en el tratamiento de cáncer de ovario han demostrado una mayor actividad antitumoral con una mejora significativa del perfil de toxicidad cuando la administración se realiza por la mañana temprano que por la noche.

#### Metotrexato
Metotrexato presenta máxima eliminación, y menor toxicidad, a mitad del periodo de oscuridad, y mínima eliminación en el tiempo de iluminación. Estudios en pacientes con leucemia linfoblástica tratados con 6-mercaptopurina diaria, metrotrexato semanal y vincristina más prednisona mensualmente administrados por la tarde mostraron un mayor tiempo sin recidivas que aquellos que recibieron el mismo tratamiento por la mañana. Esto se debe a que metrotrexato y 6-mercaptopurina presentan un menor aclaramiento plasmático durante la noche.

#### Otros antineoplásicos
Otros antineoplasiscos, como arabinosil-citosina, etopósido o melfalan, presentan mínima mielotoxicidad en la segunda mitad de la fase de reposo (noche o periodo de oscuridad).
En la tabla se muestra la cronotoxicidad de algunos fármacos antineoplásicos, según la fase de reposo (noche o periodo de oscuridad) y la fase de actividad (día o periodo de iluminación):
| Fase de actividad | Fase de actividad | Fase de reposo | Fase de reposo                                            |
| ----------------- | ----------------- | -------------- | --------------------------------------------------------- |
| Primera mitad     | Segunda mitad     | Primera Mitad  | Segunda mitad                                             |
| Corazón           | Digestivo, riñón  |                | Médula ósea                                               |
| Adriamicina       | 5-FU, Cisplatino  |                | 5-FU, Arbinosil-citosina, Adriamicina, Etoposido, Mefelán |

### Cronotoxicidad de la radioterapia
Diversos estudios en modelos experimentales sobre la cronotoxicidad de la exposición a la radiación ionizante han mostrado una respuesta compleja a la radiación, mostrando una mayor toxicidad en la médula ósea, el tracto gastrointestinal y la piel durante el periodo de actividad (luz) frente al periodo de descanso (oscuridad). También se ha visto que esto podría estar relacionado con las variaciones de la temperatura corporal. Sin embargo, a pesar de los estudios experimentales, no han tenido gran aplicación en la práctica clínica.

### Conclusión
Todos los resultados obtenidos en estudios preclínicos en animales y en estudios clínicos en humanos han demostrado que hay una estructura de tiempo circadiano en su comportamiento biológico que influencia la carcionogénesis y la cinética celular de los tejidos normales y cancerosos. Además, se ha evidenciado las diferencias farmacocinéticas y en lo referente a la toxicidad de los agentes citotóxicos en función del tiempo de administración.
En conclusión, la administración de la quimioterapia en un intervalo de tiempo determinado origina una menor toxicidad y una terapia más segura. Sin embargo, no existe una hora óptima para la administración de la quimioterapia, ya que cada antineoplásico posee una hora óptima de administración dependiendo de muchos factores regidos por ritmos circadianos. La menor incidencia de efectos adversos, acompañada de la posibilidad de incrementar la dosis mediante la cronotoxicidad, determina la necesidad de realizar más ensayos clínicos para establecer si la administración circadiana implica una mayor efectividad del tratamiento y mayor supervivencia. La presencia de menos efectos adversos influirá, no solo en la calidad de vida del paciente, sino también en la predisposición del paciente a recibir sucesivos ciclos de quimioterapia. Sin embargo, la administración de la quimioterapia según los ritmos circadianos es difícil, ya que se necesitan sistemas especiales de administración y personal especializado.

## Cronotoxicidad en la terapéutica de trastornos neurológicos
En las últimas décadas se han desarrollado hipótesis fisiopatológicas y psicopatológicas relacionadas con los ritmos biológicos y su relación con los trastornos psiquiátricos y del estado de ánimo.
Aunque no hay muchos estudios, se ha observado que para clorpromazina el pico máximo del efecto sedativo es durante la mitad del periodo de oscuridad y similar tendencia se observa con haloperidol, por lo que también serían mayores sus efectos adversos, basados en la sedación y la depresión del sistema nervioso central.
Para los barbitúricos se ha demostrado que el efecto hipnótico es mayor cuando se administran en el periodo diurno tardío o período de oscuridad temprano, y lo mismo pasaría con sus efectos tóxicos. Las benzodiacepinas presentan mayores efectos por la tarde que por la mañana debido a que se absorben más, por lo que sus efectos tóxicos también serían mayores por la tarde.
En cuanto al tratamiento de la epilepsia, existen estudios que demuestran que pacientes tratados con cronoterapia, teniendo en cuenta la cronotoxicidad, presentaban los mismos síntomas tóxicos que los pacientes con un tratamiento normal, pero dichos síntomas disminuyeron más rápidamente.

## Otras aplicaciones y curiosidades de la cronotoxicidad

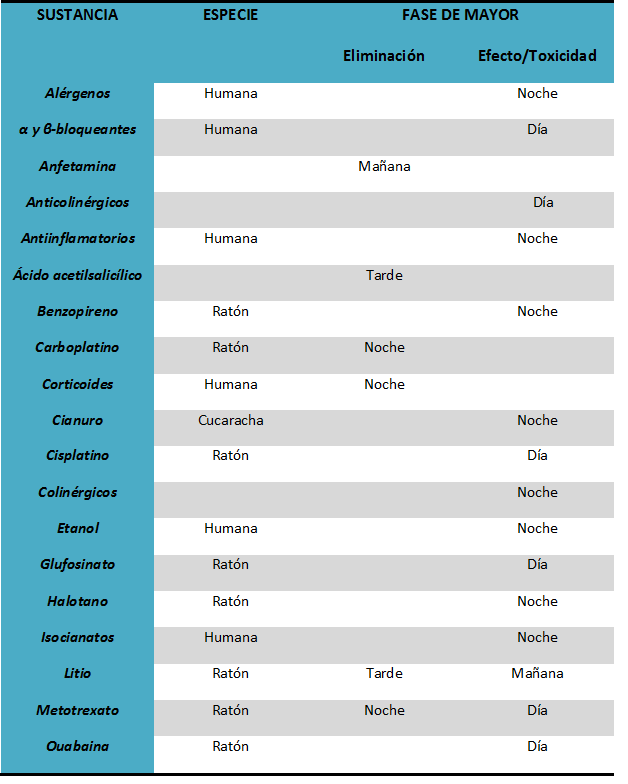
Cronotoxicidad de distintos xenobióticos

- Endotoxina de Escherichia coli: estudios en ratones muestran que son más susceptibles en las últimas horas del día y muestran menor susceptibilidad durante la noche (periodo de oscuridad) a esta endotoxina.[2][3]
- Ouabaína: estudios realizados en ratones muestran que ouabaína, fármaco utilizado por su efecto inotrópico positivo en la insuficiencia cardiaca congestiva, presenta menos efectos tóxicos durante la noche.[3]
- Etanol: la afectación humana por el alcohol sigue un ritmo circadiano, siendo mayor la alcoholemia cuando se bebe por la noche, entre las 20 y las 10 h.[8]
- Halotano: resulta mucho más tóxico hacia las 20 horas.[8]
- α y β-bloqueantes: tienen mayor efecto hipotensor durante el día que por la noche, debido a que la absorción es mayor. Debido a su liposolubilidad, los betabloqueantes presentan el efecto máximo durante la mañana y pueden provocar bradicardia excesiva.
- Repaglinida: tiene mayor efecto hipoglucemiante por la mañana y al mediodía, que por la noche.[15]
- Cianuro: la sensibilidad de las cucarachas el cianuro es mínima al amanecer y máxima al anochecer.[8]
- Acetato de ciproterona: un estudio realizado con acetato de ciproterona, con efecto antiandrogénico, en conejos por vía endovenosa ha demostrado las variaciones de su toxicidad en relación con el tiempo. Los resultados del estudio mostraron un claro comportamiento rítmico, donde el momento de mayor mortalidad se producía a las 15 horas.[16]
- Broncodilatadores: los ataques de asma son peores de madrugada, ya la que la reactividad bronquial es mayor, con lo que una sola dosis de estos fármacos antes de acostarse sería más efectiva que varias aplicaciones diurnas, disminuyendo de este modo los efectos secundarios.[17]
- Cadmio: estudios realizados en el pez cebra muestran que presenta mayor vulnerabilidad al cadmio en la primera mitad del día que durante la noche.[18] Otros estudios realizados en ratas concluyeron que el cadmio es un perturbador neuroendocrino que presenta cronotoxicidad circadiana a nivel neuroquímico y en el sistema reproductor, y que dicha cronotoxicidad depende de la cepa animal y de la estación del año, entre otros factores.[19]
- Algunos efectos debidos a plaquicidas organofosforados, al cloroformo, al tetracloruro de carbono, etc. presentan mayor susceptibilidad rítmica diaria.[8]
- Xenobióticos como el pentobarbital, la estricnina, la nicotina, la metadona, etc. presentan también toxicidad circadiana, por lo que es necesario considerar la hora del día al realizar las valoraciones de toxicidad de dichas sustancias.[8]